# 탈빌-아트-골다우 철도
탈빌-아트-골다우 철도(Thalwil–Arth-Goldau railway)는 스위스 고트하르트 철도의 간선 역할을 하는 철도이다. 이 목적을 위해 1897년 6월 1일 스위스 북동부 철도(Schweizerische Nordostbahn, NOB)가 소유한 탈빌–추크 구간과 GB가 소유한 추크-아트-골다우 구간과 함께 개통되었다. 1909년 GB의 국유화 이후, 전체 노선은 스위스 연방 철도에 속해 있다.
경로는 여전히 부분적으로 단일 트랙이므로 지연될 수 있다. 또한 특히 추크-아트-골다우 구간에서 자연재해의 위험이 있어 결과적으로 종종 며칠 동안 폐쇄되어야 한다.

## 노선
이 노선은 취리히호 좌안선에서 분기되는 탈빌에서 시작된다. 복선 구간은 1960년대부터 호르겐 오버도르프까지 꾸준히 오르막길을 달려왔다. 그 후, 1985m 길이의 단일 트랙 치머베르크 베이스 터널을 통해 호르겐베르크 아래를 통과한다. 터널 후, 노선은 각각 자체 다리가 있는 2개의 트랙에서 실을 건너 질탈 철도가 질발트에서 연장되어 탈빌-아트-골다우선과 같은 날 개통된 질브루크 역에 도달한다. 다음은 3,359m 길이의 단일 트랙 알비스 터널이다. 그 다음에는 1979년부터 이 노선이 바르까지 복선으로 운영된 리티 운영 야드가 있다. A4a 고속도로가 교차한다. 로르체는 바르 앞에서 건넜다. 기존의 96m 길이의 다리는 라인을 복제하는 동안 새로운 110m 길이의 구조로 교체되었다. 1981년 3월 28일부터 29일까지 야간에 8대의 Ae 4/7 기관차로 새로 건설된 다리에 대한 응력 테스트가 수행되었다. 1931년 이래로 바르와 추크 사이에 두 개의 선로가 있었다.
이 노선은 취리히-추크-루체른 철도의 기존 추크역과 연결되었으며, 이 역은 역을 재건해야 하는 NOB가 운영했다. 이로 인해 취리히-추크 철도 및 추크-루체른 철도에 대한 연결이 만들어졌다.
추크역 직후에 255m 길이의 육교가 고트하르트슈트라세(고트하르트 도로), 바레슈트라세(바르 도로) 및 포스트슈트라세(포스트 도로)와 585m 길이의 슈타트 터널을 따른다. 추크 오버빌의 정류장은 2010년에 역으로 업그레이드되어 노선에 두 번째 교차점을 제공했다. 이 노선은 발히빌 앞에 36m 길이의 로텐바흐 터널과 90m 길이의 뷜 터널을 통과한다. 오랜만에 발취역 기차가 지나갈 수 있는 유일한 곳이었다. 일반적으로 지역 열차(현재 추크 슈타트반의 S2선은 다가오는 고트하르트 고속도로와 교차한다. 그 뒤를 48m 길이의 로스플라텐 터널, 94m 길이의 성 안드리아노 다리, 65m 길이의 성 안드리아노 터널, 70m 길이의 루피바흐 다리 및 40m 길이의 루피바흐 터널이 있다. 나중에 69m 길이의 칼코펜 터널과 아트-골다우 직전에 192m 길이의 뮐레플루 터널이 이어진다. 아트-골다우 역으로 가는 복선은 이어지는 골다우 뮐레플루 정비창에서 시작된다. 아트-골다우역에는 SBB의 고트하르트선과 SOB의 페피콘 SZ-아트-골다우 철도와 연결되며 아트-리기 철도와의 환승할 수 있다.

## 개발
취리히에서 티치노까지의 노선에서 급행열차로 30분의 여정을 달성할 수 있도록, 2016년 말부터 발히빌 인근에 두 번째 선로가 건설되고 있다. 2년의 건설 기간 동안, 추크-오버빌과 아트-골다우 사이의 노선은 완전히 폐쇄되었다. 이 기간 동안 지역 교통은 버스로 운행되었으며, 장거리 열차는 추크 호수 서쪽을 통해 우회되었다. 2020년 12월 시간표 변경으로 개통되었다. 변경 사항에는 발히빌 북쪽의 1.7km의 복선과 이층열차를 허용하기 위한 확장 터널이 포함되었다.